# Kalevi Huuskonen
Kauko Kalevi Huuskonen  född 21 april 1932 i Vesanto, död 7 januari 1999, var en före detta finländsk skidskytt. 
Huuskonen blev världsmästare på 20 km i Umeå år 1961. Han vann före sovjetryssen Aleksandr Privalov och landsmannen Paavo Repo
Han tog också inofficiellt guld i stafett samma år samt en andraplacering 1962.